# Кантабрийские войны
Кантабрийские войны (29—19 годы до н. э.) — военные действия, проходившие на территории современных испанских провинций Кантабрия, Астурия и Леон в заключительный период завоевания Иберийского полуострова римлянами. Противниками Рима выступали местные племена астуров и кантабров.

## Предшествующие события
Кантабры впервые появляются в исторических источниках в связи с более ранними войнами на Пиренейском полуострове, когда они выступали в качестве торговцев на той или иной стороне. Таким образом римляне смогли заранее познакомиться с воинственным характером населения северной Испании. Имеются свидетельства, в частности, о том, что кантабры служили в армии Ганнибала во время Второй Пунической войны. Кроме того, в 151 г. до н. э. кантабры выступили на стороне ваккеев и помогли прорвать римскую осаду г. Нуманция. Считается также, что кантабры участвовали в войнах Квинта Сертория против центральной римской власти. По свидетельству Юлия Цезаря, кантабры участвовали в битве при Илерде в 49 г. до н. э.
Благодаря этим конфликтам известия о кантабрах дошли до Римской империи. Кантабрам даже удалось захватить один из римских штандартов. В 26 г. до н. э. поход против астуров и кантабров начал Цезарь Август. Он обосновался со своими войсками в поселении Сегиссама (ныне провинция Бургос).

## Войска и стратегии
Как сообщает Дион Кассий, тактика кантабров и астуров состояла в ведении партизанской войны, в избегании прямого нападения на римские войска — ввиду меньшей численности оборонявшихся. Хорошее знание своей гористой местности позволяло им наносить быстрые и неожиданные удары, используя оружие дальнего действия (луки, пращи, метательные копья), организовывать засады и быстро отступать, что наносило большой урон римским войскам и их снабжению.
Как можно судить по изображениям на монетах и стелах, кантабры хорошо владели лёгким оружием. Лукан упоминал об этом в своих стихах, Cantaber exiguis et longis Teutonus armis (кантабр со своим коротким оружием и тевтон — с длинным). Они были вооружены короткими мечами, кинжалами, небольшими копьями или дротиками, пиками, круглыми или овальными деревянными щитами, носили кожаные нагрудники. Также они использовали оружие иберского происхождения — фалькату и бипиннис, разновидность обоюдоострого топора, характерного для жителей северной Испании. Неизвестно, обладали ли кантабры таким оружием, как луки или праща, хотя это и весьма вероятно.

Границы Римской Кантабрии в эпоху Кантабрийских войн.

В те времена кантабры владели искусством конной езды, и позднее часть их кавалерийской тактики даже заимствовала римская армия. Примерами их тактики являются «кантабрийский круг» — полукруглое образование, и «кантабрийский толчок» ('cantabricus impetus') — массивная лобовая атака на вражеские ряды с целью их прорыва, которую описал Флавий Арриан.
Качество воинов-кантабров было столь высоким, что для подавления их сопротивления Август был вынужден направить против них огромные силы:
- I Германский легион
- II Августов легион
- IV Македонский легион
- V легион Жаворонков (действовал в Астурии)
- VI Победоносный легион (действовал в Астурии)
- IX легион Hispana
- X Парный легион (действовал в Астурии)
- XX легион Valeria Victrix

Вместе с указанными легионами в войне участвовали вспомогательные войска:
- Ala II Gallorum,
- Cohors II Gallorum,
- Ala II Thracum Victrix Civium Romanorum,
- Cohors IV Thracum Aequitata,
- Ala Parthorum
- Ala Augusta

Римский флот также был направлен к берегам Кантабрии из Аквитанской Галлии. Он сыграл важную роль в конфликте, поскольку наземные войска начали окружать кантабров. По расчётам, римляне использовали в общей сложности 70000 человек, включая вспомогательные силы. Расчёт основан на том, что в эпоху Августа легион формально состоял из 6200 человек, а фактически мог насчитывать от 5 до 8 тысяч.

## Астурская война

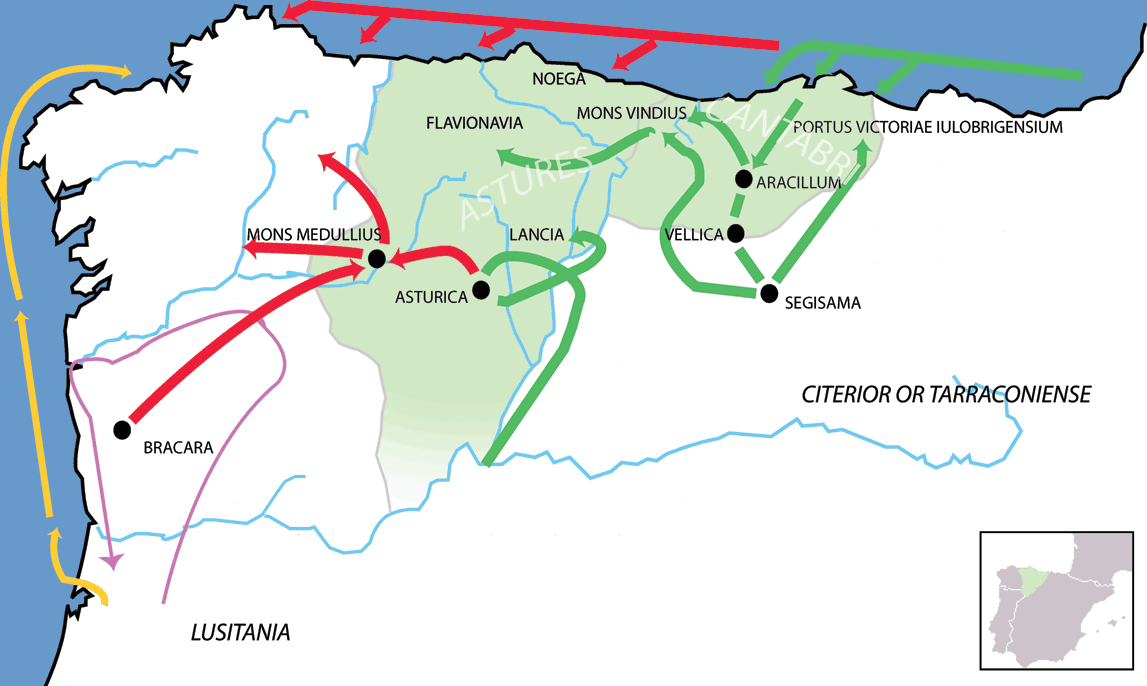
Римские кампании против кантабров и астуров
Кампания 26 г. до н. э.
Кампания 25 г. до н. э.
Кампания Д. Ю. Брута
Прибытие Цезаря Августа

Астуры присоединились к кантабрам в их обороне против римлян. Весной 25 г. до н. э. три римских легиона обосновались около реки Астура (ныне Эсла). Как писал римский историк Флор в своём «Кратком очерке римской истории», войска загорных астуров (Astures Transmontani) спустились с покрытых снегом гор (что вполне возможно в весеннее время в регионе Европейских Пиков) и обосновались близ реки Астура, приготовившись атаковать три римских зимних лагеря.
Однако племя бригецинов (brigaecini, или предгорные астуры, Astures Cismontani), обитавшее в регионе Бенавенте (Самора), проинформировало Августа об их намерениях. В благодарность за их содействие Август передал им лагерь Бригантум. Кроме того он поделился землёй, захваченной на равнинах, с союзниками. Его полководец Каризий напал на астурские войска (которыми, вероятно, командовал Гаузон), вынудив их искать спасения в укреплённом городе Ланция (Lancia), который, согласно Флору, был важнейшим укреплением предгорных астуров.
Когда Ланция была осаждена, астурские войска укрылись в Mons Medullius (некоторые историки отождествляют это место с Лас-Медулас, основываясь на сведениях Флора, который указывает на это место в своём очерке истории Рима). Римские легионы осадили гору, выкопав ров с насыпью длиной 15 миль. Как сообщал Павел Орозий, астурские воины предпочли совершить самоубийство, закалывая себя собственным оружием или поедая ядовитые семена тиса, чем сдаться.
Через год после его прибытия Август был вынужден отступить в Тарракону, вероятно, из-за своей болезни. Тем не менее, конфликт продолжался более 10 лет. Это была одна из двух кампаний, где Август лично возглавлял войска (второй была война против иллирийцев 35—33 гг. до н. э.).

## Окончание конфликта
Что было необычно для римлян, в этом конфликте они отказывались брать пленных. Более того, у астуров была традиция предпочитать самоубийство плену. Они убивали себя мечом, огнём или особым ядом, который изготавливался специально для этой цели. Как сообщал Силий Италик, они использовали яд из семян тиса. Страбон писал, что когда их распинали, то они уменьшали боль, распевая победные гимны.
Основные боевые действия закончились к 19 г. до н. э., хотя отдельные восстания вспыхивали до 16 г. до н. э. Несмотря на массовую гибель астуров и кантабров, местное сопротивление было столь сильным, что Рим был вынужден держать на их территории следующие 70 лет два легиона: X Парный легион и IV Македонский легион.
После Кантабрийских войн римские легионы заимствовали у побеждённых солнечный символ из двойных крестов (лабаро) и лунные символы. Также римляне заимствовали у кантабров некоторые элементы их военной тактики.